# Narthang
Narthang  was een Tibetaans boeddhistisch klooster en drukkerij op 15 km westelijk van Shigatse in Tibet. Het werd in 1153 gesticht door een van de leerlingen van Atisha. Nathang was het op drie na grootste klooster van U-Tsang, na Shalu, sakya en Tashilhunpo.
Narthang stond bekend om zijn scriptleer en kloosterlijke discipline. Na de 14e eeuw nam het aanzien ervan toe toen het een groot boekdrukkunstcentrum kreeg. Het is het oudste van de drie in Tibet; de andere twee waren Potala en in het koninkrijk Dergé. De vijfde dalai lama Ngawang Lobsang Gyatso nam het klooster over en veranderde het in een boeddhistische drukkerij voor de geschriften Kangyur en Tengyur en bleef als zodanig in gebruik tot 1959.
De vijf belangrijkste gebouwen en grote chantinghal werden geheel verwoest in 1966 tijdens de Culturele Revolutie. De gebouwen hadden onschatbare muurschilderingen. In de jaren '00 liggen de puinresten nog steeds op hun plaats en staat er alleen nog een hoge fortwand in Mongoolse stijl overeind.